# Alexis Zywiecki
Alexis Zywiecki (Lesquin, 10 april 1984) is een Franse voetballer (verdediger) van Poolse afkomst die in 2007 voor de Franse eersteklasser Dijon FCO zijn profdebuut maakte in de Ligue 2. Hij genoot zijn jeugdopleiding bij Lille OSC. Hij is sinds juli 2012 met voetbalpensioen.